# 土壤鹽化

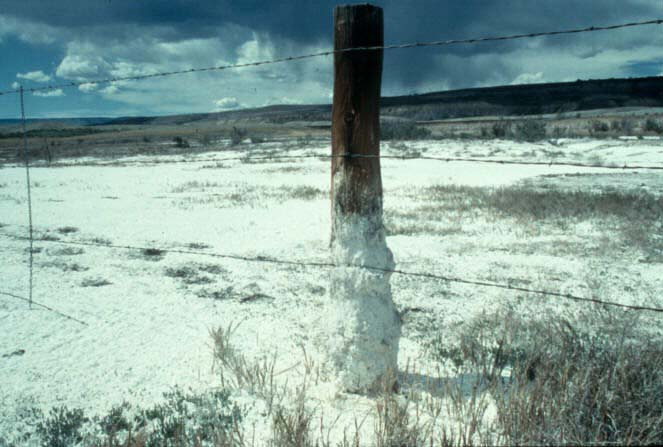
美国科罗拉多州地区的土壤盐化。

土壤鹽化（英語：soil salinization，又稱土壤鹽鹼化）是常發生於氣候炎熱、乾燥，實施灌溉卻排水不良之沙漠及沿海地區等農牧業地區的現象。鹽害會危害建築物、公共設施以及出土遺蹟。中國北方和印度的旁遮普地区也為此問題所苦。
沙漠空氣中的水分少但水分蒸發量卻很大，當蒸發量大於降雨量和地下水下滲量時，土壤中含鹽分和鹼的地下水受蒸發作用（毛細管作用）而被引到地上。然而，當水被蒸發後，水中的鹽分仍留在陸地表面或建築物內結晶，最終可能使建築物的磚頭粉碎。鹽分和鹼含有一些水解显碱性的钠盐，對植物生長極為不利，當其上升至表土時，植物便無法生長，常造成極大的農業損失。
在沿海地區，建築物及公共設施的金屬部份，會因空氣中鹽分較重而更容易鏽蝕。輸電線路的絕緣礙子會因鹽分附著而降低絕緣能力，因此除了改用抗鹽害的種類以外，還須定期清洗，以保持耐久度。

## 自然發生
鹽是土壤和水中的天然成分。負責鹽化的離子是：鈉、鉀、鈣、鎂和氯。
由於（鈉）占主導地位，土壤變成鹽化鈉質土。鹽化鈉質土存在特殊的挑戰，因為它們往往顯示出較差的物理和化學性質，這阻礙水滲透、水可用性和最終的植物生長。
長期以來，作為土壤礦物質風化和釋放鹽，這些鹽在具有充分沉澱的區域中通過排水沖洗或浸出土壤。除了礦物的風化，鹽也經由灰塵和沉澱沉積。
在乾燥區域，鹽可能積聚，導致天然鹽漬土壤。例如，澳大利亞的大部分地區就是這種情況。人類的做法可以通過在灌溉水中添加鹽來增加土壤的鹽度。
適當的灌溉管理可以通過提供足夠的排水來從土壤中浸出添加的鹽來防止鹽的積累。破壞提供浸出的排水模式也可能導致鹽積聚。
這種情況的一個例子發生在1970年埃及阿斯旺水坝建成時，施工前地下水水平的變化導致土壤侵蝕，導致地下水中的鹽濃度高。施工結束後，連續高水位的水位導致耕地的鹽化。

## 旱地鹽化
當地下水位距土壤表面2至3米時，會發生旱地鹽化。來自地下水的鹽通過毛細作用升高到土壤表面。例如，農業樹木的清理是一些地區旱地鹽化的一個主要原因，因為樹木的深根已經被一年生作物的淺根生長所取代。

## 環境影響

在沒有浸出的情況下，雨水或灌溉可以通過毛細管作用將鹽帶到表面

灌溉發生時，灌溉的鹽度會隨著時間的推移而發生，因為幾乎所有的水（甚至是自然降雨）都含有一些溶解的鹽。當植物使用水時，鹽留在土壤中並最終開始積累，土壤鹽分使植物更難以吸收土壤水分，由於排水不良和使用鹽水灌溉農作物，灌溉用水的鹽化也大大增加。
城市地區的鹽度通常來自灌溉和地下水過程的結合。現在，城市（花園和休閒區）的灌溉也很普遍。

## 土壤鹽化後果
土壤鹽化的後果是：
- 對植物生長和產量的不利影響。
- 基礎設施受損（道路、磚塊、管道和電纜腐蝕）。
- 降低用戶的水質、沉澱問題。
- 土壤侵蝕。

鹽度是一個重要的土地退化問題。通過用過量灌溉水將可溶性鹽浸出土壤，可以減少土壤鹽分。可以從聯合國糧食及農業組織獲得土壤鹽分的綜合處理方法。
浸出也可以指在水含鹽量高的情況下施加少量過量灌溉的做法，以避免鹽在土壤中積聚（鹽度控制）。

## 外部連結
- Article on water and salt balances in the soil （页面存档备份，存于）
- Download leaching model for saline soils （页面存档备份，存于）
- Salt of the Earth （页面存档备份，存于） Documentary produced by Prairie Public Television